# Натан із Брацлава
Натан з Брацлава (22 січня 1780 року — 20 грудня 1844 року), також відомий як Реб Носон, Натан Штернхарц — учень і писар Ребби Нахмана з Брацлава, засновника династії Брацлавих хасидів. Ребу Носону приписують збереження, сприяння та розширення Брацлавського руху після смерті Реббе. Сам Реббе Нахман сказав: «Якби не Реб Носон, не залишилися б сторінки моїх творів».

## Духовні пошуки
Реб Носон народився в місті Немирів, Україна у родині рабина Нафталі Герца Штернхарца, талмудського вченого якоїсь і заможного бізнесмена. Матір звали Чая Лане. Реб Носон був первістком у родині. У нього було три брата — Реб Юдель, Реб Йосеф та Реб Лейбуш — та одна сестра, ім'я якої невідомо.
Реб отримав традиційну освіту в Торі та навчився справі свого батька. У 13 років (як це було прийнято) він одружився з Естер Шайндель, дочкою рабина Довіда Зві Орбаха, рабинського авторитету в Могильові, Шарограді та Кременці. І батько, і тесть були переконливими противниками хасидизму.
Реб Носон був вченим, та він відчував, що чогось бракує в духовних справах. Він почав відвідувати різних бунтівників, серед яких Леві Іцчок з Бердичева. Юнак був вражений щирістю послідовників. Він не міг викликати інтенсивності у своїх релігійних присвятах. У 1802 р. Реббе Нахман переїхав до Брацлава, який розташований за дев'ять миль на південь від Немирова. Реб Носон пішов послухати Реббе, який був лише на 8 років старший. Вік знайшов духовного порадника, якого шукав. Реб Носон став учнем Реббе Нахмана на все життя.
Родина Носона спочатку була проти його занять хасидизмом. Та вони поступилися, побачивши, що його наука і благочестя Тора покращилися під опікою Реббе Нахмана.
Естер Шайндель померла у вересні 1826 року, а Реб Носон одружився з вдовою, яка мала власних сина і дочку. З другою дружиною він мав ще двох синів, Нахмана та Йосефа Йона.

## Переписувач
Реб Носон відповідав за збереження вчень, розповідей та повсякденних розмов свого наставника та за продоавження руху після смерті Нахмана в 1810 році.
Поки Реббе був живий, Реб Носон був його офіційним писарем. Він ретельно записував слова свого вчителя. Багато уроків Реббе проходили в суботи та єврейські свята, коли писати заборонено (згідно Галаха, «єврейський закон»). Реб Носон мав феноменальну пам'ять. Він міг згадати багато уроків майже слово у слово. Деякі уроки були продиктовані Реббе Нахманом Реб Носону після суботи чи єврейського свята на ідиші, а Реб Носон переклав уроки на іврит. Реб Носон чітко розрізняв фактичні слова Реббе та будь-які коментарі, які він написав сам.

## Розбудова руху
Після смерті Реббе Нахмана 16 жовтня 1810 року Реб Носон переїхав до Брацлава і став називатися Натаном з Брацлава. Він став лідером але не Реббе, тому що Реббе Нахман не призначив наступника і не встановив династію.
Реб Носон кинув всю свою енергію на посилення руху, зберігаючи власний суворий графік вивчення Тори. Він придбав друкарню та опублікував усі твори Реббе Нахмана. Реб Носон написав багато оригінальних дискурсів та вчень.
Реб Носон відповідав за те, щоб зробити Умань, місто, в якому похований Реббе Нахман, у центрі уваги Хасидута. У 1811 р. він організував перше щорічне молитовне зібрання на могилі і продовжував очолювати паломництво аж до своєї смерті в 1844 році. Близько 1830 р. він зібрав кошти на будівництво синагоги в Умані для влаштування паломництва Рош-Хашана і склав ряд молитов, щоб його молитви були прочитані на могилі Нахмана.

## Переслідування
Навіть за життя Ребе Нахмана деякі хасидські групи виступали проти того, щоб Реббе застосовував новий підхід до поширення хасидизму. Після смерті Реббе Нахмана ця опозиція була спрямована на Реба Носона, який відмовився взяти на себе мантію керівництва і продовжував оприлюднювати вчення померлого Реббе. Після відкриття в Умані синагоги Бресловер, раббі Моше Зві з Саврану (Ревбе Савранера) розпочав кампанію проти Реба Носона та Бресловера Хасидима. Опоненти дорікали Реба Носона, стверджуючи, що він був фальшивим пророком, діяльність якого суперечила інтересам царя. Реб Носон був заарештований, звинувачений у державній зраді, засланий до Немирова (рідного міста) та поміщений під домашній арешт.
За тиждень до Роша Хашана Реб Носон отримав дозвіл на поїздку і таємно вирушив до Умані. Але про це повідомили владі, і заарештували в ніч перед Рошем Хашанами. Асимільовані євреї, які мешкали в Умані та дружили з Реббе Нахман, втрутилися від імені Реб Носона і дозволили йому залишитися в Умані на свято.
У 1838 році Реб Носон зміг повернутися до міста Брацлава
Реб Носон помер в п'ятницю, 20 грудня 1844 року. Його товариш з дитинства Реб Нафталі в той час жив в Умані. Ранком Шабат Реб Нафталі сказав своїм супутникам, що впевнений, що Реб Носон помер. На запитання, як він може бути таким впевненим, він пояснив: "У мене був сон, в якому я бачив, як Реб Носон швидко біжить. Я сказав: 'Реб Носоне! Куди ти біжиш? ' «Я?» він сказав. «Прямо до Реббе!».
Реб Носон похований у Брацлаві на старому єврейському кладовищі з видом на річку Буг.

## Публікації

### Вчення Реббе Нахмана
Реб Носон упорядкував та опублікував твори Реббе Нахманак:
- Лікутей Мохаран (зібране вчення Ребби Нахмана), (т. I., Острог, 1808; т. II., Могилев, 1811; т. Iii., Острог, 1815) — Гасидські інтерпретації єврейської Біблії, Мідрашима тощо .;
- Сефер Хаміддот (Книга Алеф-Бет) (Могілев, 1821) — трактати про мораль, розташовані за алфавітом як буквар.
- Тиккун ХаКлалі (Загальна засіб) — Перевірте наказ Нахмана про десять псалмів, які слід читати за різних проблем, плюс коментар Реб Носона. Опублікований як окрема книга в 1821 році.
- Sippurey Ma'asiyyot (оповідання Раббі Нахмана) (np, 1815) — приклад на івриті та ідиші. Найвідоміша з цих казок — «Сім жебраків», яка містить багато кабалістичних тем та прихованих алюзій.

### Твори
Реб Носон написав кілька власних книг:
- Алім Л'Теруфа (Листя зцілення) — Зібрані листи.
- Chayey Moharan (Tzaddik) — біографічний матеріал про Реббе Нахмана. Розповіді про те, як розкривалися уроки Реббе, його мрії та бачення, розмови та анекдоти.
- Kitzur Likutey Moharan (Скорочений Likutey Moharan) — Це оригінальний конспект уроку Лікутей Мохаран, акцент уваги на практичних порадах, що містяться в кожному уроці. Реб Носон розпочав цю збірку за певним запитом Реббе Нахмана в 1805 році і опублікував її вперше в 1811 році, після смерті Реббе.
- Лікутей Етзот (поради) — алфавітно організований перелік практичних порад, зібраний з уроків Лікутей Мохаран .
- Лікутей Halakhot (Збори законів) — пояснення юдейського закону і практика в світлі Бреслая навчань.
- Likutey Tefillot (Зібрані молитви) — колекція оригінальних молитов, заснованих на уроках Лікутея Мохарана Ребби Нахмана .
- Шмаття Hatzaddikim (Імена цаддіков) — список більшості цадиків знайдені в Танах, Талмуд, Мидраш і Зоар
- Shevachey V'Sichot Харан (Мудрість рабина Нахмана) — паломництво в Святу Землю в 1798—1799, а також збірник анекдотів і навчань.
- Ємей Мохарнат (Дні МоХаРНат [ абревіатура Моріну Харава Натан, наш учитель, Раббі Натан]) — автобіографія Реб Носона.

## Цитати
- Запитали якось Реба Носона: "Хто більший? Той, хто виконує великі справи, чи той, хто поводиться простіше, але все-таки слідує за пророком ? " Реб Носон відповів: "Подивіться на будівлю скинії . Незалежно від того, що зробила людина, якщо вона не принесла її до Мойсея спочатку, це не мало значення та місця в скинії. І все ж, якщо найпростіший єврей зробив найнезначніший предмет і приніс його Мойсею, йому було гарантовано його місце в скинії! "[2]